# Dorin Ștef
Dorin Ștef (n. 3 octombrie 1966, Baia Mare, județul Maramureș) este un jurnalist, critic literar, scriitor, eseist, etnograf și folclorist român contemporan, redactor-șef al cotidianului Glasul Maramureșului.

## Activitate literară și culturală
Jurnalist din anul 1990, Dorin Ștef începe să lucreze la cotidianul Glasul Maramureșului în 1997, devenind zece ani mai târziu, în 2007, redactorul șef al acestuia. Alături de lucrări de etnografie și folclor maramureșsan, Dorin Ștef publică și două cărți de critică literară, ambele dedicate lui Nichita Stănescu și operei sale poetice considerată de foarte mulți critici literari ca fiind chintesența artistică nichita-stănesciană, 11 elegii.
Pe plan cultural, Dorin Ștef, care este și președinte al Asociației Glasul Culturii din Baia Mare, a fost inițiatorul și organizatorul manifestării complexe Zilele Culturii Maramureșene, a cărei primă ediție a avut loc în 2007. Lucrarea sa Maramureș brand cultural a constituit catalogul oficial al manifestărilor Zilele Culturii Maramureșene, a celei de-a doua ediție a manifestării, cea din 2008.

## Opere

### Critică literară
- A treisprezecea elegie. Evanghelia după Nichita, Editura Dacia, colecția Discobolul, Editura Dacia, Cluj Napoca, 2007, ISBN 978-973-35-2206-5.
- Elegii stănesciene, Editura Dacia, Colecția Bibliografia școlară, seria Biografia unei capodopere (2007), ISBN 978-973-35-2207-2.

### Cultură, etnografie și folclor
- Miorița s-a născut în Maramureș, Editura Dacia, colecția Universitaria, seria Philologica, Cluj-Napoca (2005), ISBN 973-35-1923-5.
- Istoria folcloristicii maramureșene, Editura Ethnologica, Baia Mare (2006), ISBN 973-87117-9-7.
- Antologie de folclor din Maramureș, Editura Ethnologica, Baia Mare (2007), ISBN 978-973-87953-7-2.
- Maramureș brand cultural, Editura Cornelius / Asociația Glasul Culturii Baia Mare, sub egida Anului European al Dialogului Intercultural, ediție bilingvă (româno-engleză), traducere în limba engleză de prof. Ana Olos, (2008) ISBN 978-973-8396-01-2.
- Bibliografia generală a etnografiei și folclorului maramureșean, Editura Ethnologica, Baia Mare (2006), ISBN 973-87117-9-7
- Dicționar de regionalisme și arhaisme din Maramureș, Editura Ethnologica, Baia Mare (2011), ISBN 978-606-8213-07-1
- Dicționar de regionalisme și arhaisme din Maramureș, Ediția a doua, revăzută și adăugită, Editura Ethnologica, Baia Mare (2015), ISBN 978-606-8213-34-7
- Dicționar etimologic al localităților din județul Maramureș, Editura Ethnologica, Baia Mare (2016), ISBN 978-606-8213-42-2
- Dicționar de regionalisme și arhaisme din Maramureș, Ediția a treia, revăzută și adăugită, Editura Casa Cărții de Știință, Cluj Napoca (2021), ISBN 978-606-17-1783-5
- Dicționar etimologic al localităților din județul Maramureș, Ediția a doua, revăzută și adăugită, Editura Casa Cărții de Știință, Cluj Napoca (2023), ISBN 978-606-17-2127-6

### Altele
- Cazul Dan Pârcălab. O lecție de solidaritate, Editura Dacia / Glasul Maramureșului, Cluj Napoca / Baia Mare, (2007), lucrare colectivă; ediție îngrijită și coordonată de Dorin Ștef, ISBN 978-973-35-2312-3.
- Maramureșul între tradiție și inovație, Editura Etnologica / Glasul Maramureșului, Baia Mare, (2013), lucrare colectivă; ediție îngrijită și coordonată de Dorin Ștef, ISBN 978-606-8213-18-7.
- Baia Mare de altădată (1945-1989), Editura Eurotip / Glasul Maramureșului, Baia Mare, (2014), lucrare colectivă; ediție îngrijită și coordonată de Dorin Ștef, ISBN 978-606-617-151-9.
- Baia Mare de altădată (1945-1989), volumul 2, Editura Eurotip / Glasul Maramureșului, Baia Mare, (2016), lucrare colectivă; ediție îngrijită și coordonată de Dorin Ștef, ISBN 978-606-617-245-5.